# Jean-François Fournel (écrivain)
Pour les articles homonymes, voir Fournel.
Ne doit pas être confondu avec Jean-François Fournel.
Jean-François Fournel, né le 7 mai 1960, est un journaliste et auteur français de romans, d'essais et de nouvelles. Il a aussi publié sous le pseudonyme de Stéphane Alexandre.

## Biographie
Il a été rédacteur en chef au magazine Le Pèlerin avant d'entrer au journal La Croix en tant que grand reporter spécialisé dans les sujets sports et société. Il a également réalisé quelques films documentaires. 
En 2004, il remporte le prix du roman policier au festival de Cognac pour Mortels Enfantillages, premier volet de la série des Chroniques de Montfeurgny, où le brigadier Lenormant enquête dans une petite ville de province.
Sous le pseudonyme de Stéphane Alexandre, il a fait paraître en 2011, un récit autobiographique, Le Coupe-ongles, sur la maladie de son fils atteint de schizophrénie.
En 2020, il fonde avec des amis normands la maison d'édition Cerf et Mer.

## Œuvre

### Romans
- Joseph désespérément, Paris, Le Passeur Éditeur, 2014

#### SérieChroniques de Montfeurgny
- Mortels Enfantillages, Paris, Librairie des Champs-Élysées, Le Masque no 2486, 2004
- Médecine dure, Paris, Éditions du Masque, Le Masque no 2498, 2005
- Dans la roue du tueur, Paris, Éditions du Masque, Le Masque no 2512, 2008
- Rouge sang, Paris, Éditions du Masque, coll. Grands Formats, 2011

Nouvelles
- Des Nouvelles d'Ici - Le Havre, Éditions Cerf et Mer, 2020

### Autre publication signée Stéphane Alexandre
- Le Coupe-ongles : le jour où ils l'ont confisqué à mon fils, j'ai compris que c'était grave, Paris, Éditions Les Arènes, 2011

## Prix et distinctions
- Prix du roman policier du festival de Cognac 2004 décerné à Mortels Enfantillages.